# Голубево (Калінінградська область)
Голубево (рос. Голубево) — селище Гур'євського міського округу, Калінінградської області Росії. Входить до складу Новомосковського сільського поселення.
Населення — 276 осіб (2015 рік).

## Населення
| 2002 | 2010 | 2011 |
| ---- | ---- | ---- |
| 244  | ↗351 | ↘276 |